# Event Sourcing
Event Sourcing — це шаблон проєктування, який представляє стан об'єкта у вигляді множини подій.

## Проблема
Потрібно мати доступ до історії змін сутності.

## Переваги та недоліки

### Переваги
- доступ до історії змін сутності
- можливість відновити стан на момент часу

### Недоліки
- важкий в реалізації
- важко опрацювати зміну структури моделі
- поганий коли часто потрібно знати стан сутності

## Зауваження
- Події не можна видаляти чи змінювати. Будь-який новий стан сутності потрібно змінювати шляхом додавання нової події.
- Для того щоб покращити продуктивність і не застосовувати всі події вводять термін snapshot. Це збережений стан моделі із врахуванням подій на момент часу. Існують різноманітні стратегії додавання snapshot'ів, від кількості подій до часового проміжку між ними.

## Опис мовоюC#
Додамо деякі класи, які будуть симулювати реальні об'єкти.
```
public
 
class
 
User

	
{

		
public
 
int
 
Id
 
{
 
get
;
 
internal
 
set
;
 
}

		
public
 
string
 
Name
 
{
 
get
;
 
internal
 
set
;
 
}

		
public
 
override
 
string
 
ToString
()

		
{

			
return
 
$"User = {Id} - {Name}"
;

		
}

	
}

```

Додамо базовий клас для подій
```
public
 
abstract
 
class
 
EventBase

	
{

		
public
 
int
 
Id
 
{
 
get
;
 
}

		
public
 
EventBase
(
int
 
entityId
)

		
{

			
Id
 
=
 
entityId
;

		
}

		
public
 
abstract
 
void
 
Apply
(
User
 
entity
);

	
}

```

Та декілька реалізацій цих подій:
```
public
 
class
 
UserCreatedEvent
 
:
 
EventBase

	
{

		
private
 
readonly
 
int
 
id
;

		
private
 
readonly
 
string
 
name
;

		
public
 
UserCreatedEvent
(
int
 
id
,
 
string
 
name
)

			
:
 
base
(
id
)

		
{

			
this
.
id
 
=
 
id
;

			
this
.
name
 
=
 
name
;

		
}

		
public
 
override
 
void
 
Apply
(
User
 
entity
)

		
{

			
entity
.
Id
 
=
 
id
;

			
entity
.
Name
 
=
 
name
;

		
}

	
}

	
public
 
class
 
UserNameChangedEvent
 
:
 
EventBase

	
{

		
private
 
readonly
 
string
 
name
;

		
public
 
UserNameChangedEvent
(
int
 
id
,
 
string
 
name
)

			
:
 
base
(
id
)

		
{

			
this
.
name
 
=
 
name
;

		
}

		
public
 
override
 
void
 
Apply
(
User
 
entity
)

		
{

			
entity
.
Name
 
=
 
name
;

		
}

	
}

```

Змінимо нашу сутність таким чином, щоб вона містила інформацію про події:
```
public
 
class
 
User

	
{

...

		
internal
 
User
()
 
{
 
}

		
public
 
User
(
int
 
id
,
 
string
 
name
)

		
{

			
Id
 
=
 
id
;

			
Name
 
=
 
name
;

			
events
.
Add
(
new
 
UserCreatedEvent
(
id
,
 
name
));

		
}

		
public
 
void
 
SetName
(
string
 
name
)

		
{

			
Name
 
=
 
name
;

			
events
.
Add
(
new
 
UserNameChangedEvent
(
this
.
Id
,
 
name
));

		
}

		
private
 
ICollection
<
EventBase
>
 
events
 
=
 
new
 
List
<
EventBase
>
();

		
public
 
IEnumerable
<
EventBase
>
 
Events
 
=>
 
events
;

	
}

```

Та сховище, яке вміє працювати із нашою сутністю та подіями:
```
public
 
class
 
Store

	
{

		
private
 
readonly
 
ICollection
<
EventBase
>
 
events
 
=
 
new
 
List
<
EventBase
>
();

		
public
 
void
 
Add
(
User
 
user
)

		
{

			
foreach
 
(
var
 
domainEvent
 
in
 
user
.
Events
)

			
{

				
events
.
Add
(
domainEvent
);

			
}

		
}

		
public
 
User
 
GetById
(
int
 
id
)

		
{

			
var
 
domainEvents
 
=
 
events
.
Where
(
e
 
=>
 
e
.
Id
 
==
 
id
);

			
var
 
user
 
=
 
new
 
User
();

			
foreach
 
(
var
 
domainEvent
 
in
 
domainEvents
)

			
{

				
domainEvent
.
Apply
(
user
);

			
}

			
return
 
user
;

		
}

	
}

```

Використання цього шаблону не помітне для користувачів:
```
class
 
Program

	
{

		
static
 
void
 
Main
(
string
[]
 
args
)

		
{

			
var
 
store
 
=
 
new
 
Store
();

			
var
 
user
 
=
 
new
 
User
(
id
:
 
1
,
 
name
:
 
"John"
);

			
user
.
SetName
(
"Jane"
);

			
store
.
Add
(
user
);

			
var
 
userFromStore
 
=
 
store
.
GetById
(
1
);

			
Console
.
WriteLine
(
userFromStore
);

		
}

	
}

```